# Värdesiffra
Värdesiffror eller signifikanta siffror är ett mått på hur noggrant ett närmevärde är. Antalet värdesiffror är lika med antalet siffror i talet, exklusive inledande nollor. Om avslutande nollor är signifikanta eller inte beror på hur närmevärdet är avrundat, se nedan. 
| Tal       | Antal värdesiffror          |
| --------- | --------------------------- |
| 0,03476   | 4                           |
| 3476      | 4                           |
| 3476,000  | 7                           |
| 3 476 000 | 4 till 7 om det är avrundat |

## Avrundning
Vid avrundning minskas antalet värdesiffror. Om talet 2 342 525 till exempel ska anges med 3 värdesiffror så avrundas det till 2 340 000. Antalet värdesiffror är alltså beroende av om talet har avrundats eller inte. Talet 10 000 kan till exempel ha mellan en och fem värdesiffror, beroende på hur mycket talet har avrundats. Ett sätt att undvika tvetydigheter är att använda potensform, till exempel 1,0×104 eller 1,0e4 för att ange att talet har två värdesiffror.
Värdesiffror används vid beräkningar för att undvika överdriven noggrannhet, vilket innebär att resultatet av en beräkning ger sken av att ha större noggrannhet (innehåller fler värdesiffror) än vad som är möjligt att uppnå med tanke på noggrannheten i ingångsvärdena. Om det till exempel står i bruksanvisningen till en bil att motoreffekten är på 75 kW är det inte korrekt att säga att bilen har 101,9716 hästkrafter. Detta eftersom de 75 kW som anges kan vara en avrundning från allt från och med 74,5 till 75,4 kW (eller mera, om man avrundat till närmaste fem kilowatt). Ett annat sätt att se på det är om hästkrafterna skulle konverteras tillbaka till kW, som då skulle bli 75,00000 kW med det antalet värdesiffror hästkraftsmåttet hade.
En allmän regel är att ett beräkningsresultat inte skall anges med fler värdesiffror än de ingångsvärden beräkningen grundar sig på. Den regeln räcker dock inte i sammanhang där antalet värdesiffror är viktigt: Betrakta {\displaystyle 1,48^{3}=3,241792\approx 3,2} och {\displaystyle 1,5^{3}=3,375\approx 3,4}, där värden avrundade till två värdesiffror använts i den senare beräkningen. Om precisionen är viktig gäller det att hålla reda på hur osäkerheten fortplantar sig genom operationerna och undvika operationer där man är tvungen att avrunda. Den matematiska disciplinen numerisk analys studerar bland annat hur avrundningsfel förstärks eller dämpas genom matematiska operationer och hur matematiska modeller kan konstrueras för att hantera närmevärden.

### Exakta värden
Vissa värden är exakta, och då finns det ingen skillnad mellan närmevärdet och det som värdet ska representera. T.ex. är 3 en exakt representation av antalet bilar i meningen "tre bilar", och 299 792 458 är en exakt representation av hur många meter ljuset färdas på en sekund i vakuum. Däremot är antalet värdesiffror i värdet 3 fortfarande bara 1, och antalet värdesiffror i 299 792 458 är fortfarande bara 9, även om värdena har godtycklig noggrannhet. Ett annat sätt att uttrycka hur många bilar det finns i meningen "tre bilar" är talet 3,00000000 (som har 9 värdesiffror).

## Matematisk definition
Om {\displaystyle |\Delta a|\leq 0,5\cdot 10^{-t}}, där {\displaystyle \Delta a} är skillnaden mellan det korrekta värdet och närmevärdet, sägs närmevärdet {\displaystyle {\bar {a}}} ha {\displaystyle t} korrekta decimaler.
I ett närmevärde med {\displaystyle t>0} korrekta decimaler sägs alla siffror i positioner med enhet större än eller lika med {\displaystyle 10^{-t}} vara signifikanta siffror, utom inledande nollor, som endast anger decimaltecknets läge.